# PalaRossini
Il palasport Liano Rossini (noto per esigenze di sponsorizzazione come PalaPrometeo Estra) è il principale palazzo dello sport della città di Ancona, con una capienza di 5 066 posti a sedere (parterre escluso).
È situato nel quartiere di Passo Varano, nella periferia sud di Ancona, nei pressi dello Stadio del Conero con i quali crea il "complesso sportivo Anconetano" che, per via della sua localizzazione tra le campagne del Conero (che domina dall'alto il complesso) fu soprannominato da Bruno Pizzul "la bomboniera dello sport italiano".
Il palazzetto è intitolato a Galliano Rossini (detto Liano), tiratore olimpionico anconetano, che ha vinto la medaglia d'oro a Melbourne 1956 e l'argento a Roma 1960 ed ospita, oltre che eventi sportivi, concerti, spettacoli ed altri eventi culturali.
Dal 30 settembre al 2 ottobre 2010 si sono svolte alcune partite del campionato mondiale maschile di pallavolo 2010.
Nelle stagioni di Serie A 2011-2012 e 2012-2013, il PalaRossini ha ospitato la Sutor Montegranaro in tutti i suoi match casalinghi.
Nella stagione 2016-2017 ospita le partite interne del Basket Recanati in Serie A2.
Attualmente è sede degli allenamenti e delle partite casalinghe della Stamura Ancona in Serie B e dell’Ancona Basket in Serie B femminile.
Dal 2015, per motivi di sponsorizzazione, il Palasport è stato ribattezzato “Pala Prometeo Estra Liano Rossini”.